# چروک‌صدفان
چروک‌صدفان (نام علمی: Ostreidae) نام یک تیره از راسته چروک‌صدف‌سانان است.